# Neottia nipponica
Neottia nipponica là một loài thực vật có hoa trong họ Lan. Loài này được (Makino) Szlach. mô tả khoa học đầu tiên năm 1995.